# Phare de St Anthony Head
Le phare de St Anthony Head est un phare situé sur St Anthony Head (en), à l'est de l'entrée du port de Falmouth dans le comté de Cornouailles en Angleterre. Il se situe plus précisément sur l'aber de Carrick Roads.
Ce phare est géré par la Trinity House Lighthouse Service de Londres, l'organisation de l'aide maritime des côtes de l'Angleterre.
Il est maintenant protégé en tant que monument classé du Royaume-Uni de Grade II.

## Histoire
Le phare a été construit en 1835 par Olver of Falmouth, pour Trinity House et la première lumière était constituée de huit lampes à huile de type Argand. Il n'a été connecté à l'électricité qu'en 1954. Aujourd'hui, le phare est automatisé et il émet un feu clignotant toutes les 15 secondes, avec un secteur rouge pour avertir les récifs The Manacles (en). La cloche de brume sonnait une fois toutes les 30 secondes et a été démantelée en 1954.
Le phare de St Anthony a été présenté dans la version britannique de Fraggle Rock de Jim Henson, en tant que « Fraggle Rock Lighthouse » dans les scènes extérieures.
Identifiant : ARLHS : ENG-141 - Amirauté : A0062 - NGA : 0068 .
|                 |
| St Anthony Head |

|                            |
| Phare et bâtiments annexes |

### Lien connexe
- Liste des phares en Angleterre